# 최훈 (정치인)
최훈(崔薰, 1928년 7월 8일 ~ 2000년 7월 22일)은 대한민국의 기업인, 정치인이다. 제12-13대 국회의원이다.

## 생애
1928년 평안북도 정주군에서 태어났다. 이후 월남하여 성균관대학교 정치학과를 졸업하였다. 성균관대학교 재학 시절 총학생회장을 역임하였다.
이후 박정희 정권 때 신민당 등 야당에서 활동하였다. 신민당에서 중앙상무위원, 당기위원, 청년국장 등을 역임하였다. 1971년 제8대 국회의원 선거에서 신민당 전국구 국회의원(제28번)으로 입후보하였으나 당선되지 못하였다.
전두환 정권이 출범하자 정치규제를 당하였다가 해금되었다. 1984년 정치규제에서 해금되자 신한민주당 창당에 참여하여 활동하였다. 1985년 제12대 국회의원 선거에서 신한민주당 전국구 국회의원에 당선되었다. 이후 신한민주당에서 인권옹호위원회 부위원장을 역임한 한편 동교동계 정치인으로 활동하였다. 1987년 5월신한민주당을 탈당하여 통일민주당에 입당하였고 교육특별위원장에 임명되었다. 같은 해 10월 다시 통일민주당을 탈당하고 평화민주당에 입당하였다.
1988년 제13대 국회의원 선거에서 평화민주당 후보로 서울특별시 동대문구 갑 선거구에 출마하여 당선되었다. 같은 해 5월 평화민주당 당직 개편에서 당기위원회 위원장에 임명되었다.
1992년 제14대 국회의원 선거에서 민주당 후보로 같은 선거구에 출마하였으나 민주자유당 노승우 후보에 밀려 낙선하였다.

## 학력
- 성균관대학교 정치과졸업
- 성균관대학교 총학생위원장

## 경력
- 대한민주청년회중앙본부회장
- 신민당중앙상무위원ㆍ청년국장
- 학생운동자협의회회장
- 정치해금동지회회장
- 신한민주당인권옹호부위원장
- 통일민주당교육특별위원장
- 유네스코파리총회한국대표
- 평화민주당중앙당기위원장
- 신민당당무위원

## 역대 선거 결과
|  | 44.4% |

|  | 29.3% |

|  | 25.12% |

|  | 30.62% |

|  | 25.3% |